# 江戸通長
江戸 通長（えど みちなが）は、室町時代後期から戦国時代にかけての武将。常陸江戸氏4代当主。常陸国水戸城主。

## 出自
常陸江戸氏は常陸の国人。藤原北家魚名流とされる藤原秀郷の後裔・川野辺氏の支流である那珂氏の傍流。

## 略歴
江戸通房あるいは通房の子・通秀（修理亮）の嫡男として誕生。
寛正6年（1465年）、家督を継いだ。当時の常陸守護・佐竹氏では、先々代の佐竹義人が一旦家督を譲った嫡男・義俊を廃して弟・実定を守護にした事から内紛が生じていた。通長は実定を支持していたが、実定の死後に義俊が常陸太田城に復帰して、実定の嫡男・義定は水戸城の通長を頼った。ところが、義人の死後の文明9年（1477年）に義俊方の刺客が水戸城を襲撃して義定を暗殺すると、通長はこれに驚いて義俊に降伏した。
その後は佐竹氏傘下として文明13年（1481年）には小鶴原の戦いで小田成治を破り、続いて鹿島郡に進出するなど、常陸南東部に勢力を広げた。ところが、延徳2年（1490年）に山入義藤が佐竹氏に叛旗を翻すとこれに加担した。
明応3年（1494年）、病没。通長には子が無かったため、家督は弟・通雅が継いだ。